# گروه نازا
گروه نازا (انگلیسی: Naza Group) شرکت خوشه‌ای مالزیایی است، که در سال ۱۹۷۵ تأسیس شد.